# (172998) 2006 LT6
(172998) 2006 LT6 es un asteroide perteneciente al cinturón de asteroides, descubierto el 5 de junio de 2006 por el equipo del Lincoln Near-Earth Asteroid Research desde el Laboratorio Lincoln, Socorro, Nuevo México.

## Designación y nombre
Designado provisionalmente como 2006 LT6.

## Características orbitales
2006 LT6 está situado a una distancia media del Sol de 2,568 ua, pudiendo alejarse hasta 3,222 ua y acercarse hasta 1,914 ua. Su excentricidad es 0,255 y la inclinación orbital 4,208 grados. Emplea 1503,16 días en completar una órbita alrededor del Sol.

## Características físicas
La magnitud absoluta de 2006 LT6 es 16,52. 